# Syngonanthus pulcher
Syngonanthus pulcher är en gräsväxtart som först beskrevs av Friedrich August Körnicke, och fick sitt nu gällande namn av Wilhelm Willy Otto Eugen Ruhland. Syngonanthus pulcher ingår i släktet Syngonanthus och familjen Eriocaulaceae. Inga underarter finns listade i Catalogue of Life.